# Den finländska konstens guldålder

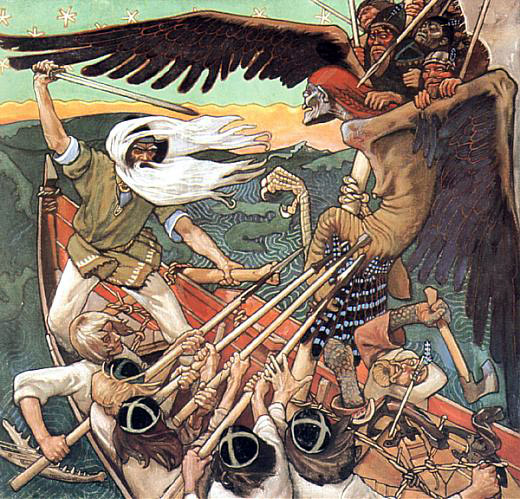
Sampos försvar av Akseli Gallen-Kallela, 1896

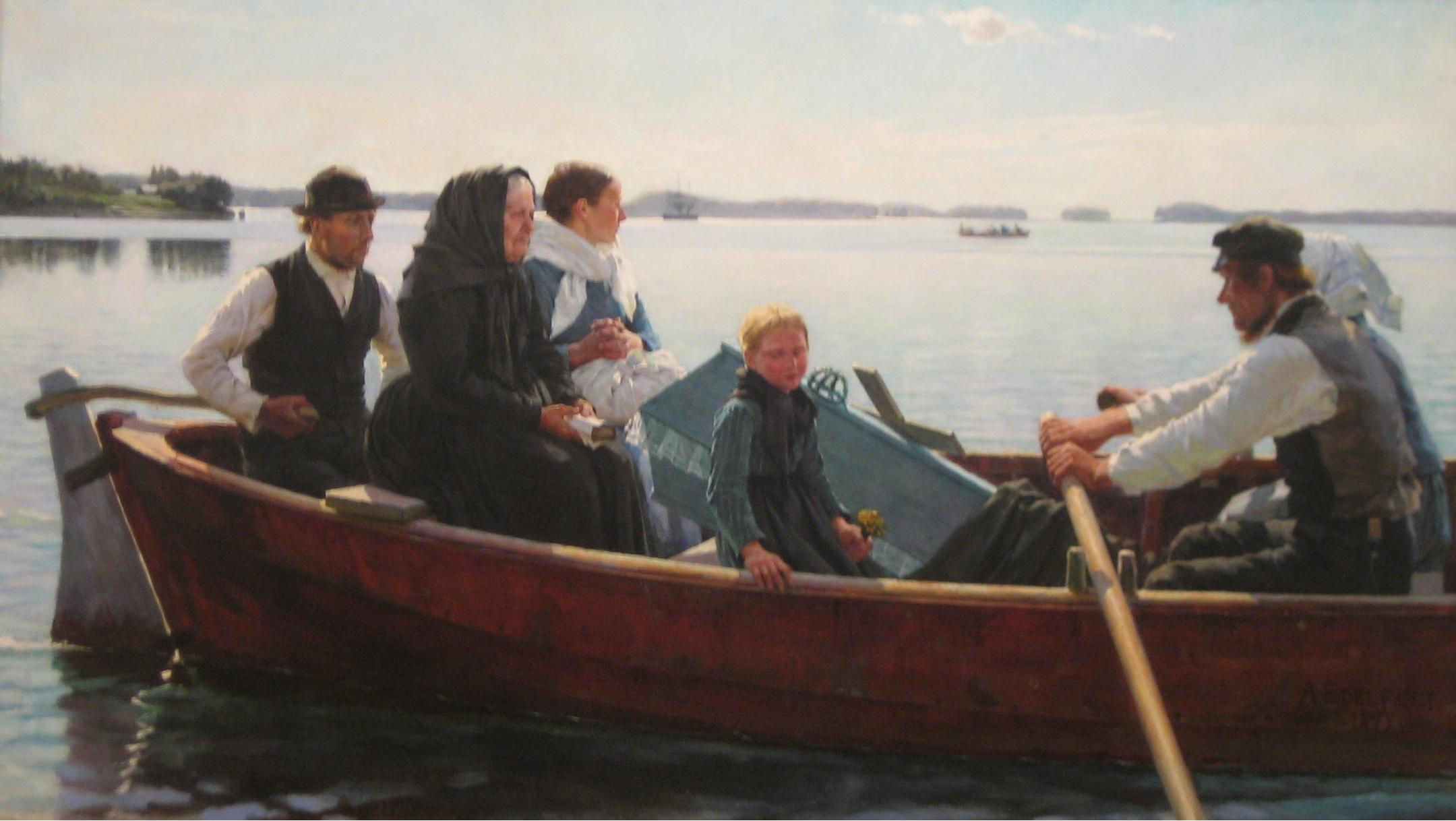
Ett barns likfärd av Albert Edelfelt, 1879

Den finländska konstens guldålder var en period under andra hälften av 1800-talet och fram till omkring 1920, vilken sammanfaller med Finlands nationella uppvaknande. Konstnärer, författare och tonsättare byggde under denna period upp en bild av den nationella identiteten genom att söka dess historia och ville med sin konst berätta om Finland som en egen nation. Den nationalromantiska perioden runt sekelskiftet 1800/1900 var kärnan av denna konstens guldålder, då det inom alla konstgrenar skapades konst som var inspirerad av nationella källor, framförallt Kalevala.
Några av de ledande konstnärerna under denna period var Axel Gallen-Kallela, Albert Edelfelt, Hugo Simberg, Pekka Halonen,  Elin Danielson-Gambogi och Helene Schjerfbeck. 

## Bildkonstnärer under guldåldern i urval
- Gunnar Berndtson 1854–95
- Väinö Blomstedt 1871–1947
- Fanny Churberg 1845–92
- Elin Danielson-Gambogi 1861–1919
- Albert Edelfelt 1864–1905
- Magnus Enckell 1870–1905
- Ellen Favorin 1853–1919
- Alfred William Finch 1854–1930
- Hanna Frosterus-Segerstråle 1867–1946
- Axel Gallen-Kallela 1865–1931
- Pekka Halonen 1865–1933
- Werner Holmberg 1830–60
- Edvard Isto 1865–1905
- Eero Järnefelt 1863–1937
- Oscar Kleineh 1846–1919
- Berndt Lindholm 1841–1914
- Amélie Lundahl 1850–1914
- Hjalmar Munsterhjelm 1840–1905
- Juho Rissanen (1873–1950)
- Eliel Saarinen 1873–1950
- Helene Schjerfbeck 1862–1946
- Hugo Simberg 1873–1917
- Venny Soldan-Brofeldt 1863–1945
- Ellen Thesleff  1868–1954
- Aukusti Uotila 1858–86
- Dora Wahlroos 1870–1947
- Victor Westerholm 1860–1919
- Helena Westermarck 1857-1938
- Maria Wiik 1853–1928
- Emil Wikström 1864–1932
- Ferdinand von Wright 1822–1906

## Bildgalleri

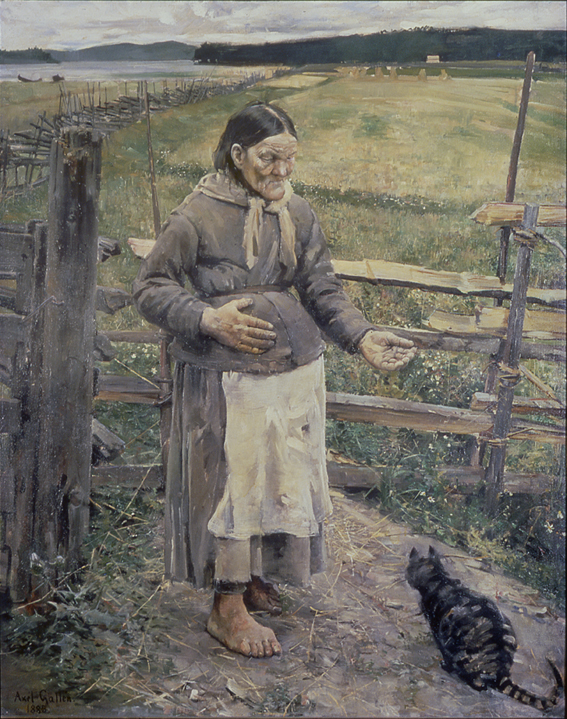
Akseli Gallen-Kallela: Gammal kvinna med katt, 1885.
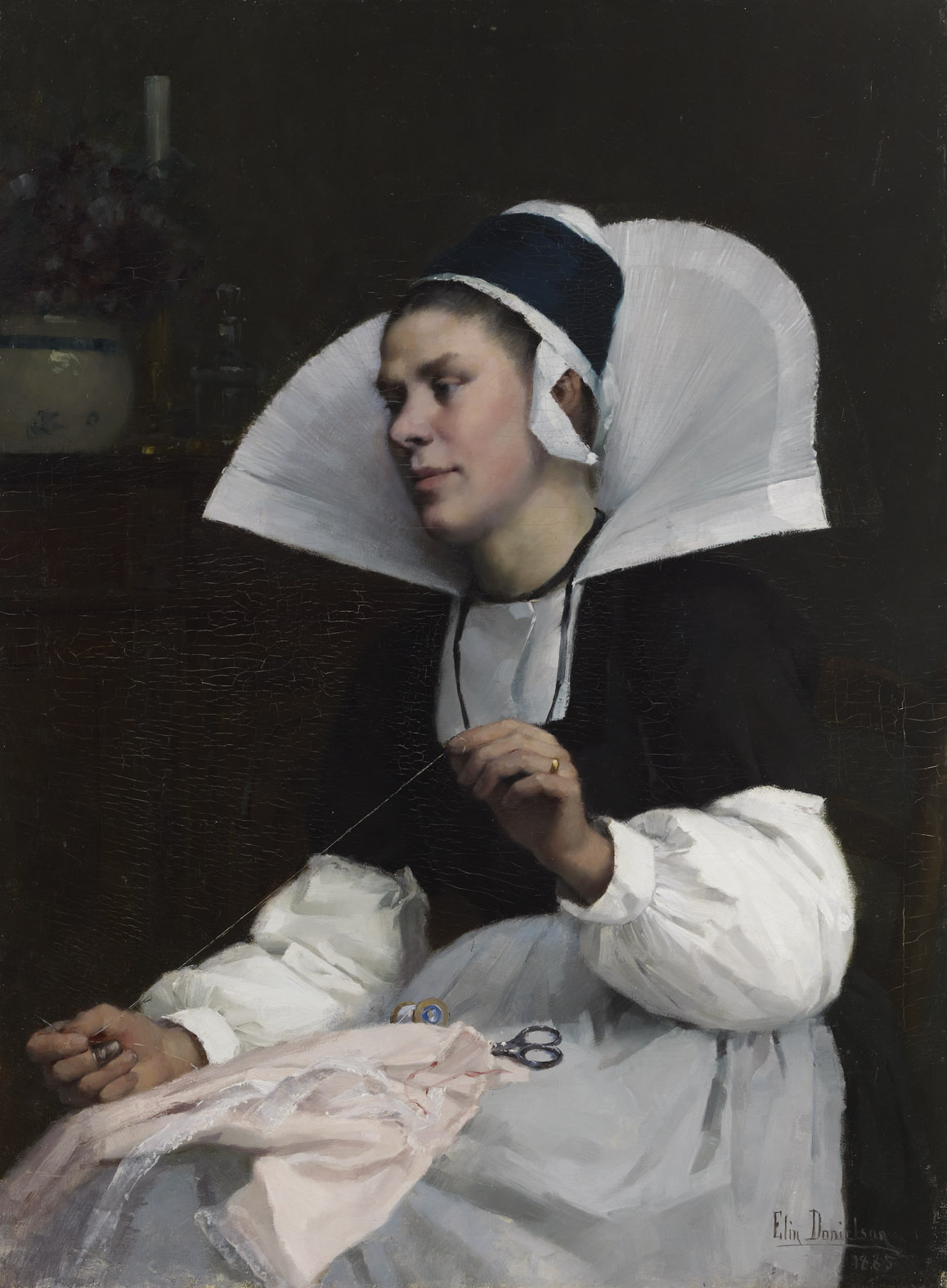
Elin Danielson-Gambogi: Ung mor eller Flicka från Bretagne, 1885
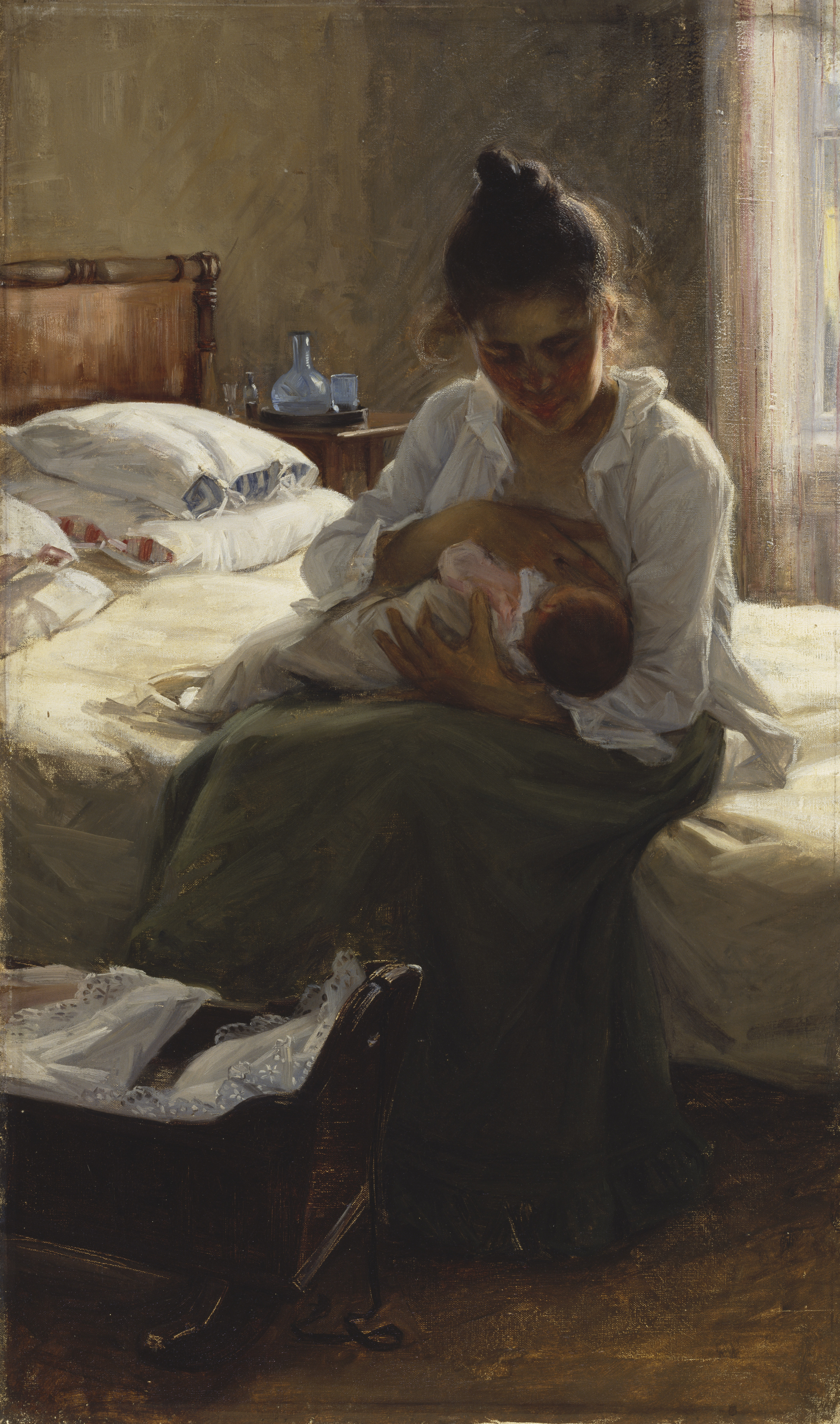
Elin Danielson-Gambogi: Mor, 1893
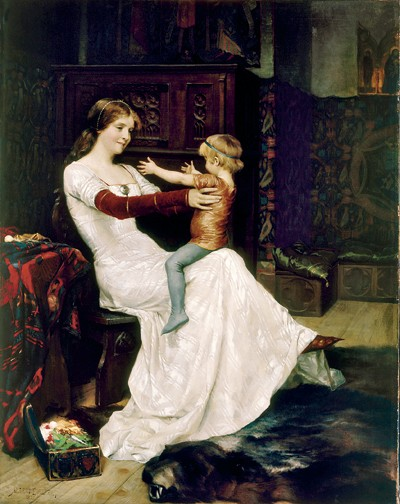
Albert Edelfelt : Drottning Blanka, 1877
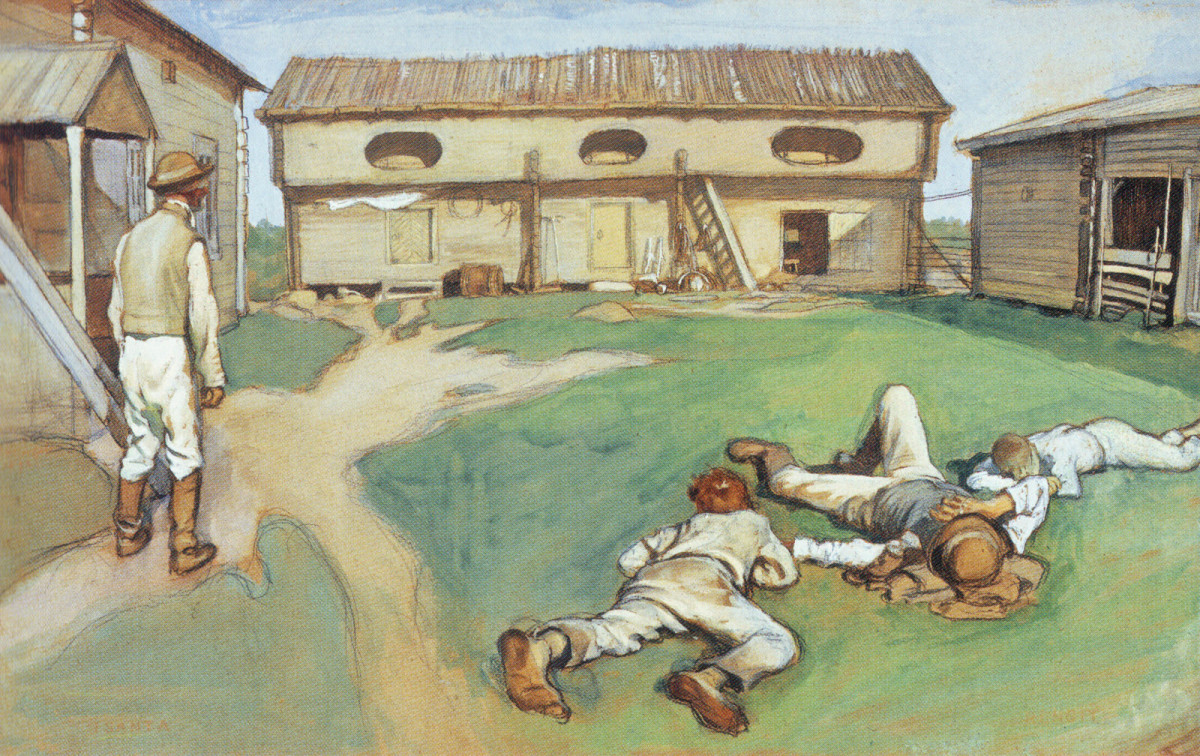
Eero Järnefelt: Bonden och drängarna, 1893
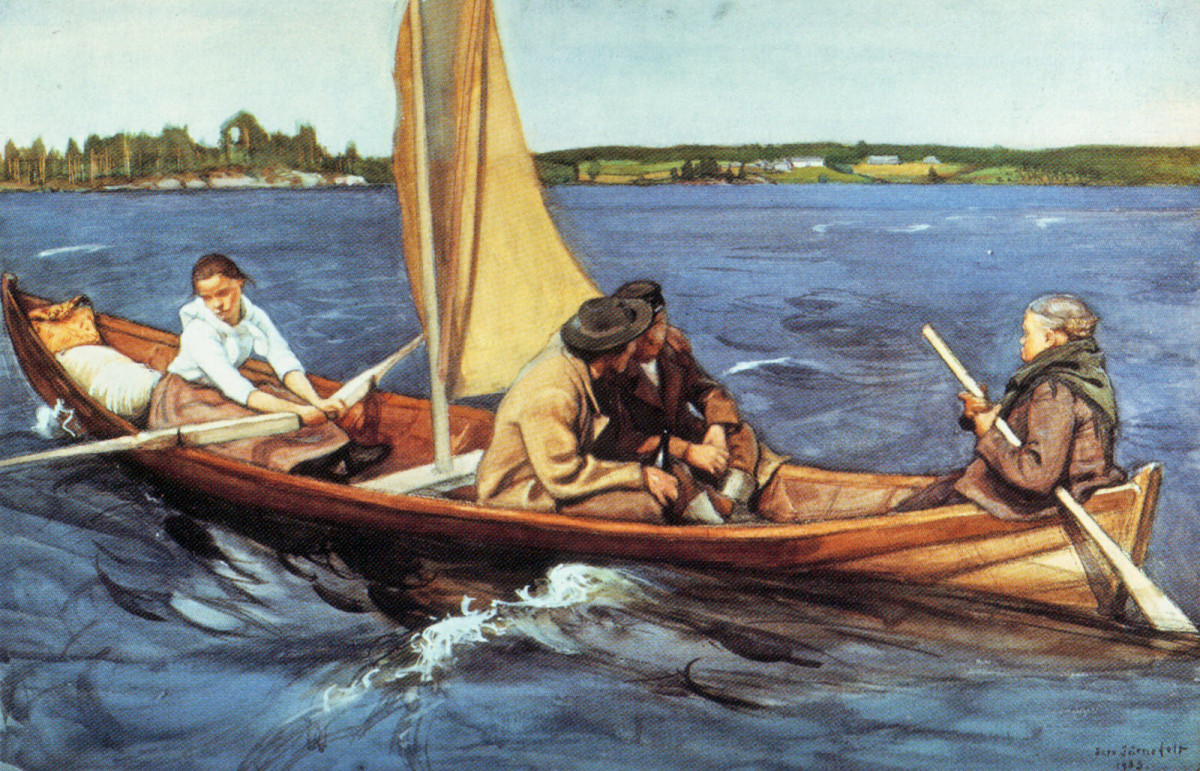
Eero Järnefelt: På hemväg, 1903
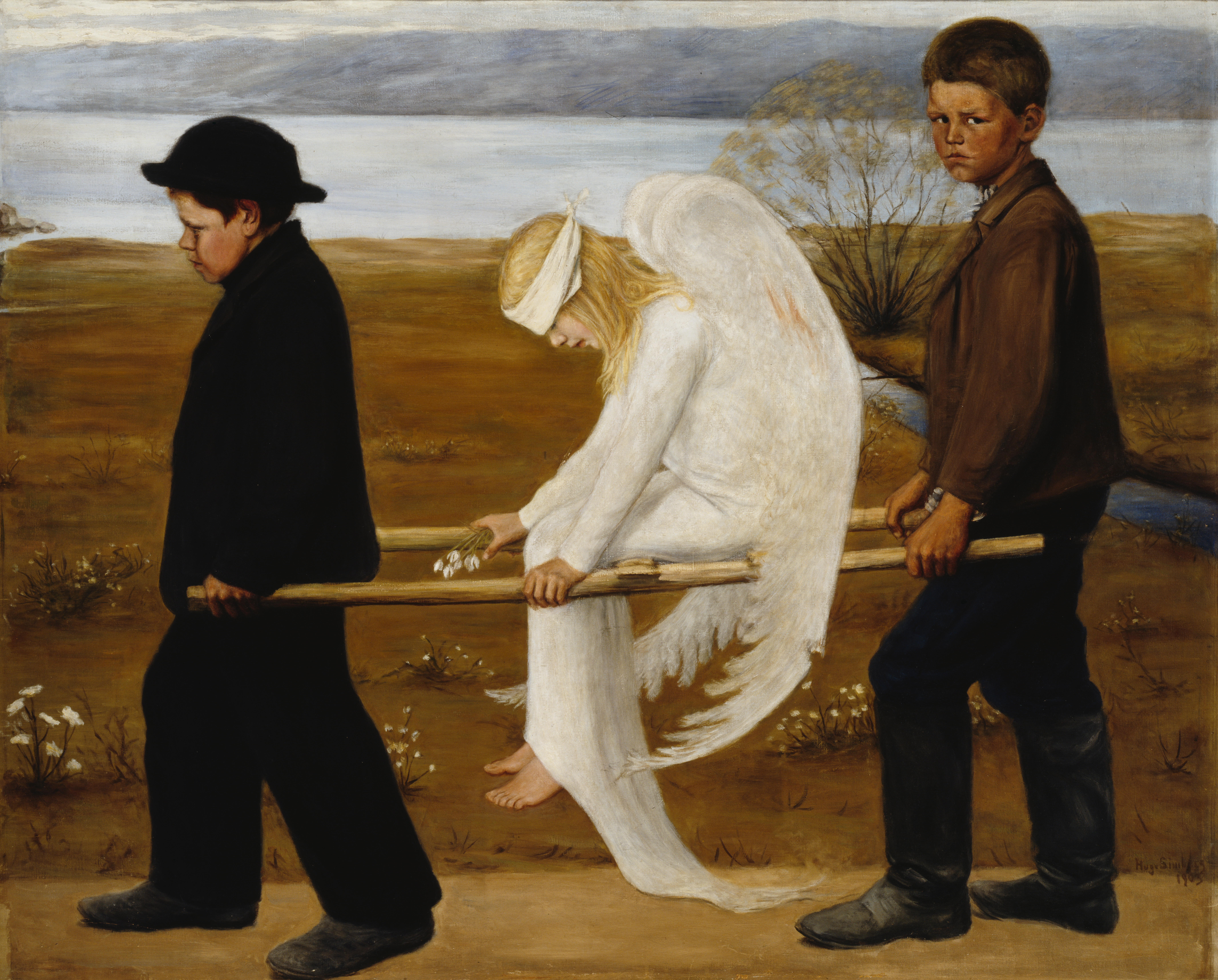
Hugo Simberg:Den sårade ängeln, 1903
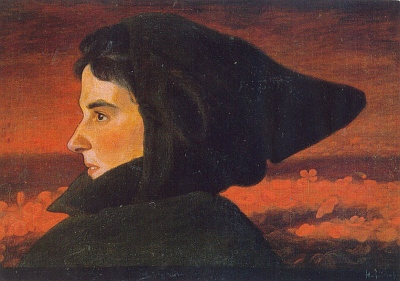
Hugo Simberg: Kvinnoporträtt, omkring 1890
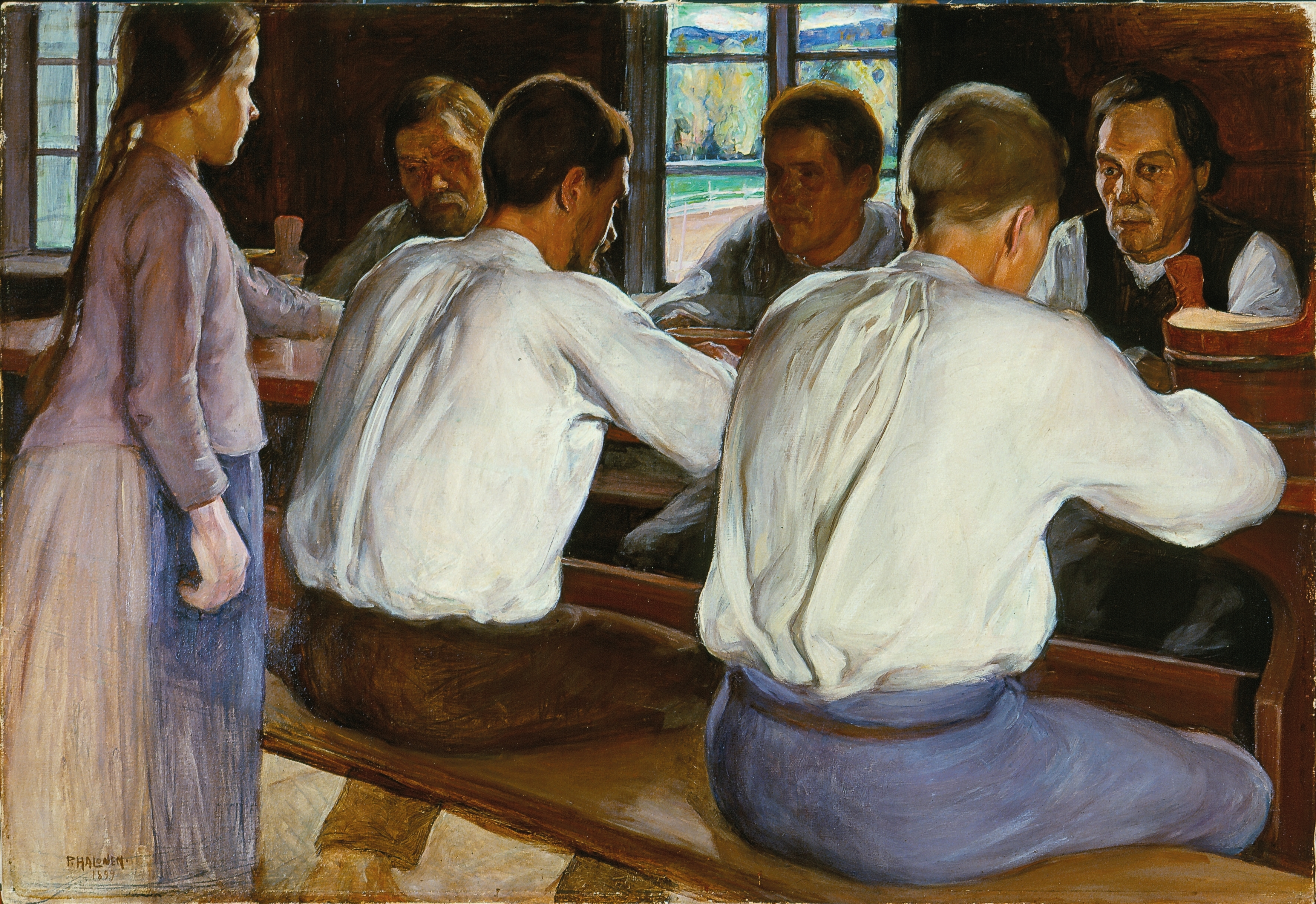
Pekka Halonen: Måltiden, 1899
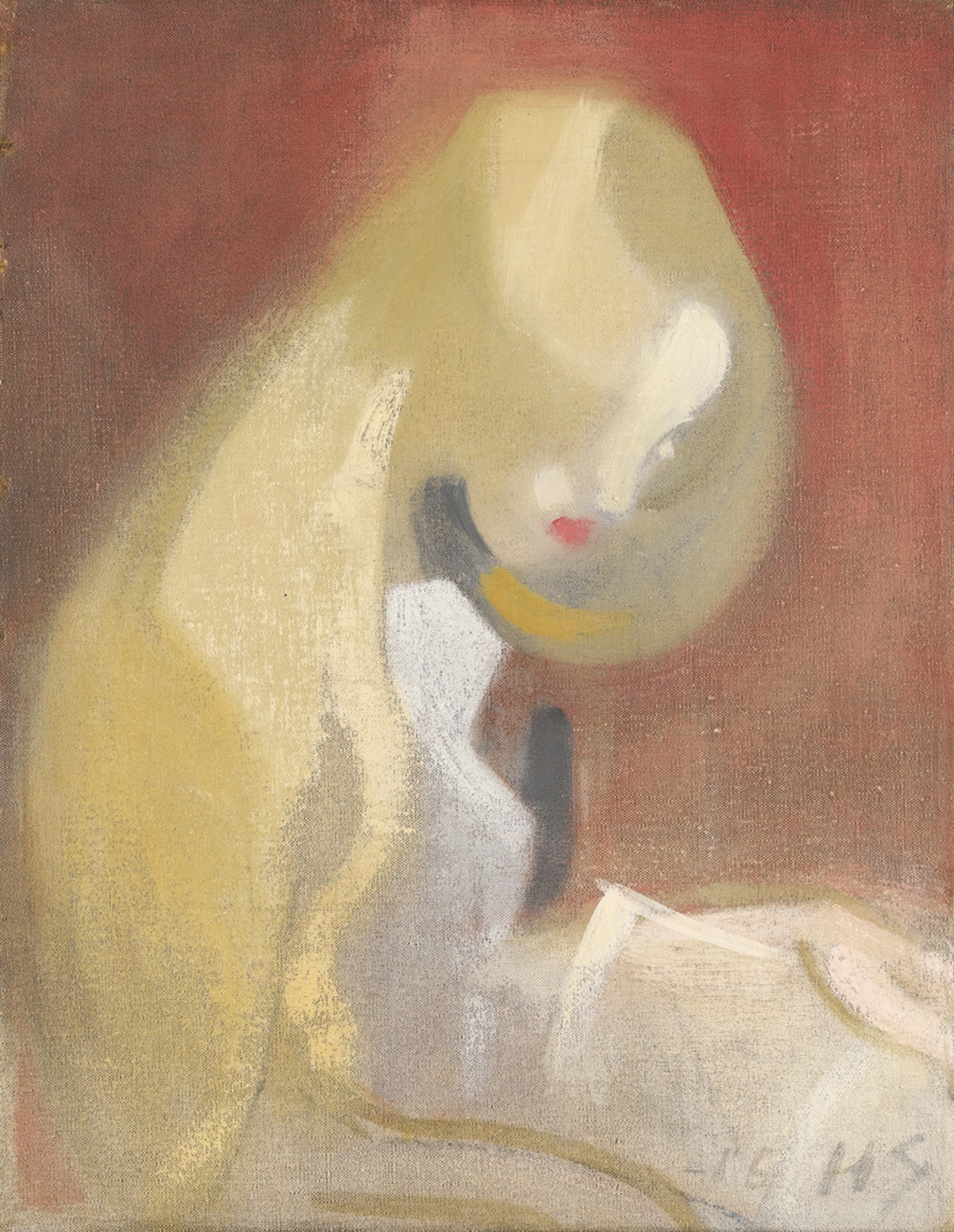
Helene Schjerfbeck: Flicka med blont hår, 1916